# Lepidepecreum urometacarinatum
Lepidepecreum urometacarinatum is een vlokreeftensoort uit de familie van de Lysianassidae. De wetenschappelijke naam van de soort is voor het eerst geldig gepubliceerd in 1985 door Andres.